# Coup de Main
Um coup de main (que pode ser traduzido do idioma francês como "mão amiga") é uma tática de guerrilha que consiste em assediar o adversário em seu ponto mínimo, defendendo (especialmente comboios e lojas de suprimentos) com alta mobilidade e discrição, para então escapar para bater em um outro lugar recuando para dar reforço à linha anterior. O primeiro ataque aéreo da Operação Overlord, durante a Segunda Guerra Mundial, na Ponte Pegasus, é um exemplo de operação de "mão amiga". O Departamento de Defesa dos Estados Unidos assim define: 
| “ | Uma operação ofensiva que capitaliza a surpresa e a execução simultânea de apoio às operações para alcançar o sucesso em um rápido curso. | ” |

A expressão coup de main originalmente significava "por ataque direto ao invés de artilharia".